# Edward Kelley
Edward Kelley ili Kelly, pravim imenom Edward Talbot (Worcester, Engleska, 1. kolovoza 1555. - Most, Češka, 1. studenog 1597.), engleski renesansni okultist, alkemičar i samoprozvani vidovnjak koji je surađivao s dr. Johnom Deejem u magijskim pokusima.
Prema vjerovanju, imao je sposobnost gledanja u kristalnu kuglu pomoću koje je uspostavio komunikaciju s anđelima koji su nekoć patrijarhu Henoku otkrili tajnu mudrost nebesa. Tijekom tih navodnih seansi, anđeli su Kelleyju prenosili sustav enokijanske magije koji je dr. Dee detaljno zapisivao.